# 德胜沟乡
德胜沟乡，是中华人民共和国内蒙古自治区呼和浩特市武川县下辖的一个乡镇级行政单位。

## 行政区划
德胜沟乡下辖以下地区：
前窑子村、纳令沟村、大路壕村、东坡村、大顺成村、小碱滩村、黑沙兔村和毛林坝村。